# Achladaeus
Achladaeus är ett släkte av fjärilar. Achladaeus ingår i familjen rotfjärilar.

## Bildgalleri

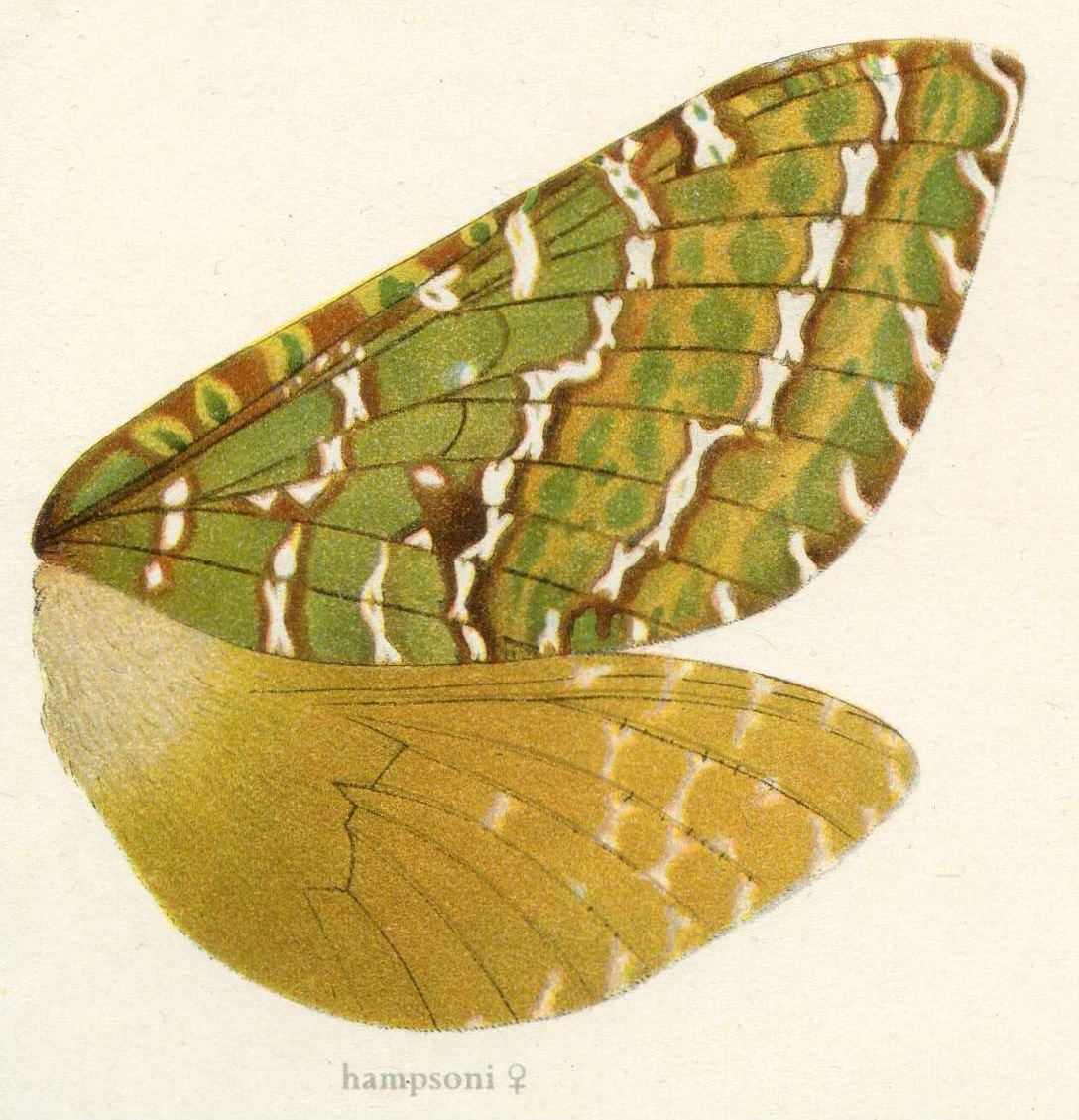
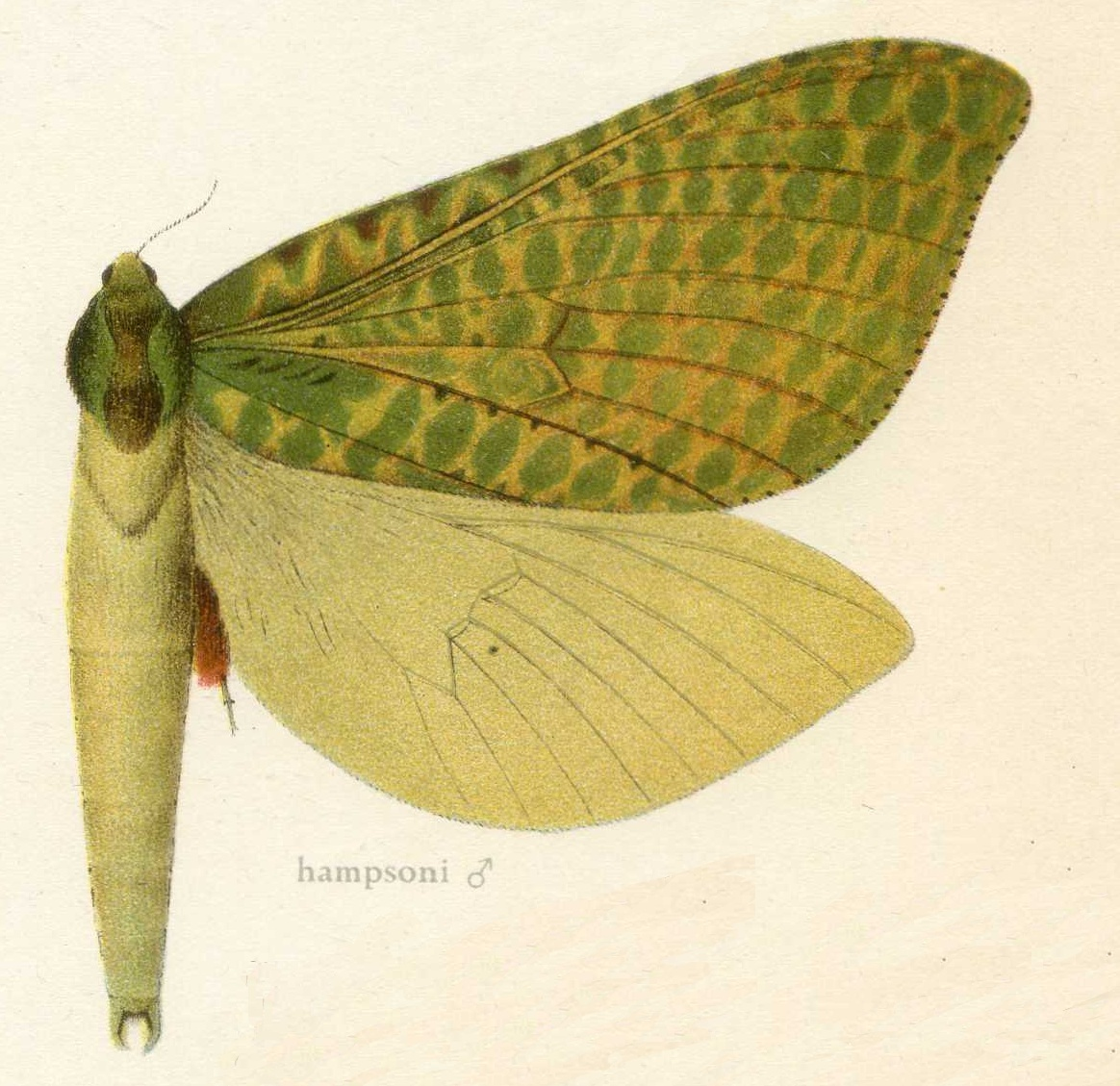
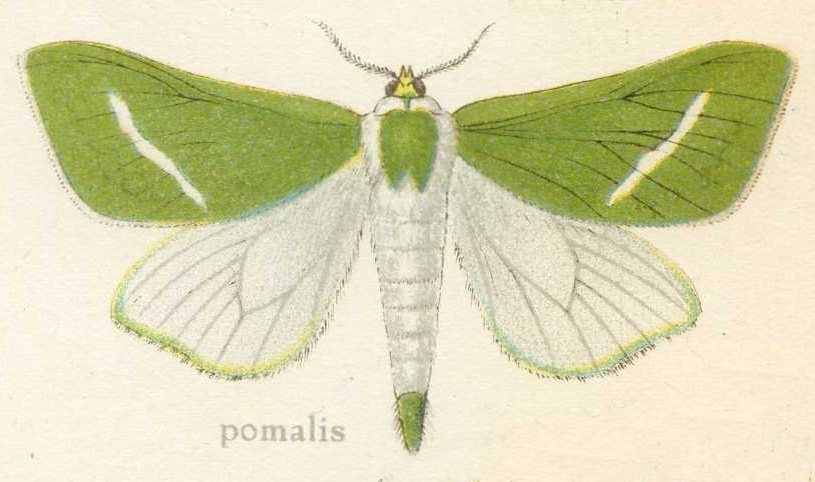

## Dottertaxa tillAchladaeus, i alfabetisk ordning[1]
- Achladaeus acaciae
- Achladaeus albispilus
- Achladaeus alboextremus
- Achladaeus arfaki
- Achladaeus argyrodines
- Achladaeus argyrographa
- Achladaeus astathes
- Achladaeus blackburnii
- Achladaeus celsissima
- Achladaeus chrysomallon
- Achladaeus cohici
- Achladaeus crameri
- Achladaeus cyanochlora
- Achladaeus daphnandrae
- Achladaeus dubia
- Achladaeus dulcis
- Achladaeus elizabethe
- Achladaeus eugyna
- Achladaeus eugynoides
- Achladaeus eximia
- Achladaeus fischeri
- Achladaeus floralis
- Achladaeus gloriosus
- Achladaeus hampsoni
- Achladaeus hectori
- Achladaeus hilaris
- Achladaeus jordani
- Achladaeus lamberti
- Achladaeus lewinii
- Achladaeus ligniveren
- Achladaeus marginatus
- Achladaeus mirabilis
- Achladaeus misimanus
- Achladaeus montanus
- Achladaeus ninayana
- Achladaeus ombroloma
- Achladaeus paradiseus
- Achladaeus pomalis
- Achladaeus ramsayi
- Achladaeus rosatus
- Achladaeus rubroviridans
- Achladaeus saturatior
- Achladaeus scotti
- Achladaeus scripta
- Achladaeus sordida
- Achladaeus splendens
- Achladaeus swunhoei
- Achladaeus taggi
- Achladaeus tegulatus
- Achladaeus tephroptilus
- Achladaeus thermistis
- Achladaeus toxopeusi
- Achladaeus walsinghami
- Achladaeus virescens
- Achladaeus wollastoni
- Achladaeus ziczac